# Do svidania…
Do svidania… — дебютный полноформатный студийный альбом синтипоп-группы Merry Poppins, выпущен в июне 2008 года.

## Об альбоме
Работа над альбомом Do svidania… началась в 2004 году в Минске и продолжалась в течение 4-х лет. Часть композиций альбома была ранее издана на макси-сингле Merry Poppins в 2006 году. Выпуск альбома долго откладывался и состоялся в июне 2008 года. В Белоруссии выпуск диска осуществила компания «Вигма». В альбом вошли 9 композиций и 3 видеоклипа. Среди композиций были как уже известные хиты группы: «Баттерфляй», «Картинки», «Маникюры», «Меня зовут любовь», «Крылья», — так и совсем новые песни: «Аленький цветочек», «Девочки-припевочки», «В который раз», которые уже активно ротируются на радиостанциях. Видеоклипы, вошедшие в альбом, были сняты на песни: «Меня зовут любовь» (режиссёр Алексей Терехов, автор клипа «Капитал» группы «Ляпис Трубецкой»), «Картинки» (режиссёр Матвей Сабуров), «Баттерфляй» (режиссёр японка Наоко, студентка московского «ВГИКа»). Некоторые песни, ранее вышедшие на макси-сингле Merry Poppins («Меня зовут любовь»), и песни, относящиеся к периоду творчества рок-группы «Мантана» («Маникюры», «Аленький цветочек»), на альбоме Do svidania… зазвучали в новой обработке. Так звучание песни «Меня зовут любовь» стало более жёстким электронным, а песни «Маникюры» и «Аленький цветочек» были обработаны в жанре «синтипоп» (ранее их звучание было в жанре «рок»). «Картинки» и «Крылья», вышедшие на макси-сингле Merry Poppins в 2006 году и вошедшие в альбом Do svidania…, остались неизменными. Альбом стал первым студийным альбомом группы.
Несмотря на явную запоздалость релиза это лучший белорусский поп-альбом не только 2008 года, но и, вероятно, всего десятилетия. Выйди этот альбом на пару лет раньше, об этом говорил бы не только я.Дмитрий Безкоровайный
В записи альбома принял участие Владимир Эглитис (экс. «Ляпис Трубецкой»), он написал музыку к песне «Меня зовут любовь». Денис Воронцов (экс. «Мантана», «J:Морс») написал музыку к песне «Баттерфляй». Перед самым выходом альбом сменил название с заявленного «Баттерфляй» на Do svidania…. После выхода альбома группа приостановила свою деятельность.
Какой-то особый подтекст в смене названия искать не надо. Просто мы вернёмся, когда ветер переменится!Алеся Берулава

## Оформление
Обложка альбома оформлена в хеви-металлическом стиле с преобладанием чёрного цвета. Для оформления издания были использованы фрагменты клипа «Меня зовут любовь» (режиссёра Алексея Терехова), снятого в 2006 году, а также рисунок минской художницы Елены Погерило, созданный специально для оформления альбома. На полиграфии официального издания имеются записи об авторах, чьи работы были использованы при оформлении альбома. Издание содержит двойной лицевой вкладыш и задний вкладыш полиграфии. Do svidania… необычен ещё и тем, что у него две обложки. Чтобы сменить обложку на другую, достаточно развернуть лицевой вкладыш другой стороной.

## Список композиций
1. Баттерфляй — 3:02
2. Картинки — 3:48
3. Аленький цветочек — 3:25
4. Девочки-припевочки — 2:51
5. Маникюры — 3:57
6. В который раз — 2:42
7. Амуры — 3:22
8. Меня зовут любовь — 3:31
9. Крылья — 3:55
10. Меня зовут любовь (клип) (режиссёр Алексей Терехов) — 3:25
11. Картинки (клип) (режиссёр Матвей Сабуров) — 3:55
12. Баттерфляй (клип) (режиссёр Наоко) — 3:07

## Песни
- «Маникюры», «Девочки-припевочки», «Аленький цветочек» можно услышать в российском сериале «Каменская 5».
- Песня «Амуры» является саундтреком к российскому сериалу «Трое сверху» с Ильёй Олейниковым в главной роли. Каждая из 198 серий начинается и заканчивается под песню «Амуры». Она специально была написана Алесей Берулава для этого сериала[12][13].
- «Девочки-припевочки» является единственной песней в творчестве синтипоп-группы Merry Poppins, написанной сторонним автором. Её автором является Егор Хрусталёв[3].
- Существует три версии песни «Меня зовут любовь»: «Меня зовут любовь» (версия 2006 года), «Меня зовут любовь» (remix) и «Меня зовут любовь» (версия 2008 года). Две первые версии были выпущены на макси-сингле Merry Poppins[6], а третья вошла в альбом Do svidania…[3].

## Над альбомом работали
- Алеся Берулава — вокал, автор песен, композитор, продюсер.
- Марина Берулава — вокал.
- Людмила Берулава — вокал.

Над альбомом также работали:
- Владимир Эглитис (экс. «Ляпис Трубецкой») — саунд-продюсер, аранжировка, музыка (трек 8).
- Егор Хрусталёв — автор песни (трек 7).
- Денис Воронцов (экс. «Мантана», «J:Морс») — аранжировка, музыка (трек 1).